# Kurt Maetzig
Kurt Maetzig Lyon (25 de enero de 1911-8 de agosto de 2012) fue un director de cine de Alemania Oriental que tuvo un efecto significativo en la industria del cine en la RDA. Fue uno de los cineastas más respetados de Alemania del Este. Después de su retiro vivió en Wildkuhl, Mecklemburgo, y tuvo tres hijos.

## Primeros años
Kurt Maetzig era hijo de Robert Maetzig y Marie Lyon. Se crio en el barrio de Charlottenburg de Berlín, donde obtuvo una perspicacia en la industria del cine desde muy temprana edad, cuando su padre era el propietario de una fábrica que producía copias de películas allí. Durante la Primera Guerra Mundial, se quedó con su abuela en Hamburgo. Después de la guerra, se trasladó a Berlín, donde completó su educación secundaria en el Leibniz-Oberrealschule. Después se matriculó en la Universidad Técnica de Múnich (TUM), donde estudió química, ingeniería y política, y economía de negocios. Él también estudió sociología, psicología y jurisprudencia durante un año en La Sorbona de París.
A finales de 1920, Maetzig trabajó en la fábrica de su padre durante las vacaciones, adquiriendo experiencia en todos los ámbitos de la producción cinematográfica. Comenzó a rodar sus propias películas en 1932, y tres años más tarde montó su propio taller de dibujos animados, donde también trabajó en títulos y créditos de apertura de cortometrajes.

## Carrera
Recibió su doctorado en la TUM en el año 1935 después de haber completado su tesis titulada "El contaduría de una entidad de película-copia." Después trabajó para varias firmas, incluyendo a su padre, donde trabajó en la tecnología de película y la fotoquímica, y también dio lecciones sobre técnicas de reproducción y los problemas con el sonido y el color en el cine. Sin embargo, a raíz de las Leyes de Núremberg de 1935, su permiso de trabajo fue revocado por la Sala de Cine del Reich en 1937 debido a la herencia judía de su madre.
Murió el 8 de agosto de 2012 a la edad de 101 años.

## Filmografía
- 1946: Der Augenzeuge (noticiero semanal)
- 1946: Berlin im Aufbau (documental)
- 1946: Musikalischer Besuch (documental)
- 1946: 1.Mai 1946 (documental)
- 1946: Leipziger Messe 1946 (documental)
- 1946: Einheit SPD - KPD (documental)
- 1947: Marriage in the Shadows
- 1949: Die Buntkarierten
- 1950: The Council of the Gods
- 1950: Immer bereit (documental)
- 1950: Familie Benthin
- 1951: Die Sonnenbrucks
- 1952: Story of A Young Couple (Roman einer jungen Ehe)
- 1954: Ernst Thälmann - Sohn seiner Klasse
- 1955: Ernst Thälmann - Führer seiner Klasse
- 1957: Castles and Cottages
- 1957: Vergeßt mir meine Traudel nicht
- 1958: The Sailor's Song
- 1960: First Spaceship on Venus
- 1961: Septemberliebe
- 1961: Der Traum des Hauptmann Loy
- 1961: Der Schatten
- 1963: An französischen Kaminen
- 1964: Preludio 11
- 1965: The Rabbit Is Me
- 1967: Das Mädchen auf dem Brett
- 1967: Die Fahne von Kriwoj Rog
- 1970: Aus unserer Zeit
- 1972: Januskopf
- 1976: Mann gegen Mann